# Адалла
Адалла (кор. 아달라, 阿達羅, Adalla, Adalla; пом. 184) — корейський правитель, восьмий володар (ісагим) держави Сілла періоду Трьох держав.

## Біографія
Був старшим сином і спадкоємцем вана Ільсона. Став останнім представником клану Пак, який правив усією Сіллою. Нащадки засновника держави, Хьоккосе, повернулись на престол лише наприкінці існування об'єднаної Сілли.
Самгук Сагі змальовує період правління Адалли як час значного розширення кордонів Сілли, хоч сучасні дослідники вважають, що розширення володінь почали правителі з клану Сок, який замінив родину Пак на престолі.
Перекази свідчать, що Адалла прокладав шляхи через гори, обладнував перевали, що дозволило до 159 року розширити його володіння впритул до гір Собек.
Водночас зростала напруженість у відносинах з державою Пекче. Відповідно до Самгук Сагі 167 року відбулась битва, в якій з обох сторін взяли участь 20 тисяч піхотинців і 8 тисяч вершників.
Підтримував дружні стосунки з японською державою Ва, яка відрядила посланця до двору Сілли 158 року. 173 іншого посланця до Сілли відрядила цариця Хіміко.
Адалла не мав спадкоємців чоловічої статі. Тому після його смерті трон зайняв представник клану Сок, Порхю.